# Philippe Cohen-Grillet
 (avril 2011).
Si vous disposez d'ouvrages ou d'articles de référence ou si vous connaissez des sites web de qualité traitant du thème abordé ici, merci de compléter l'article en donnant les références utiles à sa vérifiabilité et en les liant à la section « Notes et références ».
Philippe Cohen-Grillet est un journaliste et écrivain français, né à Paris.

## Biographie
Philippe Cohen-Grillet est un journaliste et écrivain français. 
Durant ses études de Droit et de Sciences politiques, il côtoie certains cercles littéraires parisiens[Lesquels ?] et fait notamment la connaissance de Jacques Laurent, Bernard Frank, Pascal Quignard, Christian Laborde et Jean-Edern Hallier. Il participe à l'émission littéraire de ce dernier, Le Jean-Edern's Club, diffusé sur la chaîne Paris-Première en tant que chroniqueur.
En 1995-1996, il débute en tant que journaliste au sein du quotidien Sud Ouest et assure la correspondance régionale à Bordeaux pour InfoMatin.
En 1997, il publie son premier livre, Maurice Papon de la collaboration aux assises (éditions Le Bord De L'eau). Cet ouvrage lui vaut, dès le premier jour du procès de l'ancien fonctionnaire de Vichy, d'être fustigé devant la cour d'assises de la Gironde par l'avocat de l'accusé, Me Jean-Marc Varaut. L'enquête publiée, basée sur des documents inédits, atteste que Maurice Papon ne pouvait ignorer la destination finale des 1 690 juifs bordelais déportés pendant l'occupation et impute à ses défenseurs d'avoir retardé la procédure judiciaire qui aura duré seize ans. Philippe Cohen-Grillet travaille alors pour plusieurs hebdomadaires, dont L'Événement du jeudi et Le Journal du dimanche.
En 1999, il intègre le magazine VSD en tant que chef de service, chargé de la rubrique d'ouverture du magazine, de la politique et de l'investigation. Il crée dans cette publication le « Journal des présidentielles » qui suit au plus près la campagne électorale de 2002. Parallèlement, il signe chaque semaine dans le magazine une chronique intitulée « Coup de tête ». Celles-ci seront rassemblées dans un livre, Hymnes à la bêtise, paru en 2002, préfacé par Bruno Masure et illustré par le dessinateur Jean-Louis Gorce.
En 2003, il publie Jean-Pierre Raffarin, fulgurances et platitudes, un livre mêlant enquête et pamphlet, décortiquant la politique de communication du Premier ministre Jean-Pierre Raffarin.
À partir de 2004, il collabore assidûment au Canard enchaîné, aux hors-série trimestriels Les Dossiers du Canard ainsi qu'au Figaro Magazine.
En 2007, il publie une fiction mâtinée de récit, Les Douleurs fantômes, dans laquelle il dépeint certaines coulisses de la presse et du marché de l'art, notamment des grandes ventes de bibliophilie, une passion personnelle.
À la faveur d'une relance du quotidien France-Soir, il rejoint cette rédaction en avril 2008 où il réalise des enquêtes. Il prend particulièrement en charge le suivi des questions relatives à la Défense et effectue de nombreux grands reportages à l'étranger que le quotidien avait peu à peu délaissés.
Fin 2010, en profond désaccord avec la ligne et les orientations prises par le nouveau propriétaire russe du titre, il décide de quitter le quotidien en mettant en œuvre la clause de conscience des journalistes.
Journaliste indépendant, il se consacre désormais à la réalisation d'enquêtes et de reportages ainsi qu'à l'écriture de romans. Il écrit dans Le Canard enchaîné, les Dossiers du Canard, Paris Match et la revue Espace de Libertés, éditée à Bruxelles.
Il suit notamment au plus près les affaires liées au terrorisme. Il a consacré de nombreux articles exclusifs à l'attentat perpétré au Caire en 2009 (révélant ici dans Le Figaro dès février 2011 que le Bataclan était une cible désignée de terroristes), ainsi que ses liens avec les massacres parisiens du 13 novembre 2015. Son article publié dans Le Canard enchaîné le 16 décembre 2015 révélait l'existence d'une instruction portant sur un projet d'attentat contre la salle de spectacle, ouverte en 2010 et close par un non-lieu en 2012. Début mars 2016, il a consacré dans Paris Match une large enquête documentée sur les connexions entre ces dossier terroristes.
Son premier roman, intitulé Haut et court, est paru lors de la rentrée littéraire de 2012 aux éditions Le Dilettante et a été remarqué par la critique (Le Monde, Le Figaro, La Tribune de Genève, Le Soir, Siné mensuel, Le Matricule des Anges, Livres hebdo, Valeurs actuelles, Le Figaro magazine...). Retrouvez les principales critiques sur le site du Dilettante.
Son deuxième roman, Usage de faux est paru lors de la rentrée littéraire 2014 aux éditions Écriture (vidéo de présentation du roman).
En octobre 2016, il publie aux éditions Plein Jour un livre retraçant huit ans d'enquête consacrées aux dossiers terroristes. Dans Nos années de plomb. Du Caire au Bataclan, autopsie d'un désastre, il révèle les dessous des enquêtes policières et judiciaires menées sur l'attentat du Caire, perpétré en février 2009, et, dès cette année-là, sur un projet d'attentat contre le Bataclan. Fondé sur plusieurs centaines de documents inédits et des rencontres avec les principaux protagonistes, le livre démontre les connexions entre ces deux affaires et dévoile un fiasco judiciaire.
En 2017, il intervient régulièrement sur Sud Radio en tant qu'éditorialiste spécialiste dans les domaines judiciaire, policier et de défense. Il suit notamment les procès d'Abdelkader Merah et de Jawad Bendaoud, pour la radio ainsi que pour Paris Match. Il effectue l'enquête pour le documentaire "Père Hamel, martyr de la République", réalisé par Alfred de Montesquiou et diffusé en mars 2018 sur France 2 dans le cadre de l'émission Infrarouge.
En 2016, il rejoint la rédaction de Paris Match pour lequel il suit les domaines judiciaire et policier, notamment les dossiers terroristes, effectue des reportages.
Fin 2020, il initie une collaboration avec l'hebdomadaire La Vie, privilégiant la publication d'entretiens et d'articles éclairant l'actualité. Il débute également une collaboration soutenue avec le magazine ELLE, traitant notamment de l'actualité judiciaire. Sur le site Internet du magazine il publie sous forme de récits plusieurs séries d'enquêtes exclusives consacrées à des affaires criminelles (Daval, Fiona,...), chaque partie traite en profondeur d'un aspect particulier de ces dossiers.
Il signe dans la revue culturelle Transfuge, et sur le site Internet, des recensions de livres, des chroniques et enquêtes consacrées au Proche et au Moyen-Orient, à l'islam politique et au marché de l'art. 